# Дипольный отталкиватель

Гравитационное притяжение вызывает движение в более плотные области, и в то же время гравитационное отталкивание выталкивает вещество из пустой области, согласно модели «Дипольного отталкивателя».

Дипольный отталкиватель — центр эффективного отталкивания в крупномасштабном течении галактик, находящихся вблизи Млечного Пути, впервые обнаруженный в 2017 году. Считается, что он представляет собой супервойд, войд Дипольного отталкивателя.

## Выявление
Об открытии Дипольного отталкивателя было объявлено 30 января 2017 года группой учёных из Комиссариата по атомной и альтернативным видам энергии, Университета Лион I имени Клода Бернара (фр. Université Claude-Bernard Lyon 1), Гавайского университета и Еврейского университета в Иерусалиме. По-видимому, он является доминирующей силой, задающей направление и скорость движения Местной группы относительно фонового реликтового излучения (631 ± 20 км/с). Наша Солнечная система движется вокруг центра Галактики со скоростью 230 км/с.
Сверхскопление Шепли — это другая область, расположенная в противоположном направлении (если наблюдать из Млечного Пути), которая создаёт силу притяжения для движения галактик. Притяжение, создаваемое этим скоплением и дополненное положением Дипольного отталкивателя, вносит основной вклад в дипольную анизотропию реликтового излучения.
Дипольный отталкиватель расположен на расстоянии 220 Мпк от Млечного Пути, и, как ожидается, плотность галактик в нём совпадает с плотностью галактик в войде.
Структура, простирающаяся от сверхскопления Шепли до Дипольного отталкивателя, имеет длину почти 1,7 миллиардов световых лет и в 2017 году стала крупнейшим картографированным объектом в наблюдаемой Вселенной.
Авторы статьи, опубликованной в Nature Astronomy в январе 2017 года, утверждают, что имеющиеся измерения скоростей удаления несовместимы с объяснением, основанным исключительно на силах притяжения. Ни одно наблюдаемое скопление вещества (гравитационно притягивающее) не может объяснить наблюдаемых скоростей и направлений удаления от звёзд и галактик. Поэтому мы можем наблюдать наличие дополнительной силы, отталкивающей, природу которой авторы не уточняют:

Здесь мы показали, что отталкивание от области низкой плотности является значительным и что главные силы, создающие наблюдаемое течение — одиночный аттрактор, связанный со сверхскоплением Шепли, с одной стороны и ранее не опознанный одиночный отталкиватель, которые дают примерно равный вклад в дипольную анизотропию […] Мы приходим к выводу, что Дипольный отталкиватель не является фиктивной структурой, вызванной эффектом «края данных», и что наборы данных, отобранные по расстоянию или по типу галактики, раскрывают источник отталкивания, толкающий Местную группу в направлении, указанном дипольной анизотропией.
Оригинальный текст (англ.)We show here that repulsion from an underdensity is important and that the dominant influences causing the observed flow are a single attractor — associated with the Shapley concentration — and a single previously unidentified repeller, which contribute roughly equally to the CMB dipole.[...] "We conclude that the dipole repeller is not a fictitious structure induced by an ‘edge of the data’ effect, and that subsets of the data, chosen either by distance or galaxy type, uncover a basin of repulsion that ‘pushes’ the Local Group in the direction pointed by the CMB dipole.

Один из авторов, Иегуда Хоффман (англ. Yehuda Hoffman), ответил газете The Guardian:

Мы показали, что сверхскопление Шепли действительно нас притягивает, но почти на 180 градусов в другом направлении есть область, лишённая галактик, и эта область толкает нас от себя. Так что теперь у нас есть притяжение с одной стороны и толчок с другой. Это история любви и ненависти, притяжения и отталкивания.
Оригинальный текст (англ.)We show that the Shapley attractor is really pulling, but then almost 180 degrees in the other direction is a region devoid of galaxies, and this region is repelling us. So now we have a pull from one side and a push from the other. It’s a story of love and hate, attraction and repulsion.

Хоффман также сказал журналу Wired:

Помимо того, что нас притягивает к известному сверхскоплению Шепли, нас также отталкивает недавно обнаруженный Дипольный отталкиватель. Таким образом, оказалось, что притяжение и тяга имеют сравнимое значение там, где расположена наша Галактика.
Оригинальный текст (англ.)In addition to being pulled towards the known Shapley Concentration, we are also being pushed away from the newly discovered Dipole Repeller. Thus it has become apparent that push and pull are of comparable importance at our location.

Хоффман сказал IFLScience:

После вычитания среднего расширения Вселенной, чистая гравитационная сила областей с высокой плотностью — это сила притяжения, а сила притяжения областей с низкой плотностью — сила отталкивания.
Оригинальный текст (англ.)After subtracting out the mean expansion of the universe, the net gravitational force of the overdense regions is that of an attraction and that of the under-dense regions is that of repulsion.

Эта позиция соответствует позиции НКРС, которая изложена в пресс-релизе:

На протяжении многих лет дебаты велись вокруг относительной важности этих двух аттракторов, поскольку их не хватает для объяснения нашего движения, тем более, что оно не направлено точно на сверхскопление Шепли, как оно должно быть. […] Таким образом, команда обнаружила, что в месте расположения нашей галактики отталкивающие и притягивающие силы отдаленных объектов имеют сравнимое значение, и пришла к выводу, что основными факторами, которые лежат в основе нашего движения, являются Сверхскопление Шепли и обширная область пустоты (то есть без видимого и невидимого вещества), ранее неопознанная, которую они назвали Дипольным отталкивателем.
Оригинальный текст (англ.)Over the years, the debate has bogged down on the relative importance of these two attractors, as they are not enough to explain our movement, especially since it does not point exactly in the direction of Shapley as it should.[...] The team thus discovered that at the location of our galaxy the repulsive and attractive forces from distant entities are of comparable importance and deduced that the major influences that are at the origin of our movement are the Shapley attractor and a vast region of void (i. e. without visible and invisible matter), previously unidentified, that they named the Dipole Repeller.

Эту позицию также поддерживает Жан-Пьер Пети, который первым объяснил это явление с помощью модели Януса.
В сентябре 2017 года та же исследовательская группа выявила второй войд с отталкивающей силой — «Отталкиватель холодного пятна» (англ. Cold Spot Repeller). Эти пустоты (Список крупнейших космических структур), отталкивающие обратной гравитационной силой, являются основными компонентами космической «V-Web».

## Споры о Дипольном отталкивателе и отталкивающих силах
Новость об открытии Дипольного отталкивателя была прокомментирована астрофизиками и журналистами в ведущих СМИ без упоминания о реальных отталкивающих силах. Так сделал, к примеру, Питер Коул (англ. Peter Coles), автор блога «В темноте», в статье, опубликованной в Forbes, а также в статье, опубликованной в Ars Technica.
По его мнению, фундаментально гравитация всегда притягивает, но если есть область с более низкой плотностью вещества, чем в окружающем пространстве, то она действует подобно «гравитационному отталкивателю». Это связано с тем, что в сторону меньшей плотности силы притяжения слабее, чем в сторону большей.